# Jacques Stotzem
Jacques Stotzem, né en 1959 à Verviers, est un guitariste acoustique belge.

## Biographie
À l'âge de 16 ans, après avoir vu le guitariste américain Stefan Grossman à la télévision, il commence la guitare en autodidacte complet et devient musicien professionnel à 19 ans. Il participe à divers groupes, accompagne des chanteurs, avant de se consacrer à sa carrière solo. Au fil des années il devient un invité régulier des plus importants festivals européens[Lesquels ?] et ses tournées le mènent jusqu'au Japon, en Chine ou à Taïwan.
Depuis 2006, la firme de guitare américaine C. F. Martin & Company produit un modèle « OMC Jacques Stotzem Custom Signature ». Puisant dans des sources aussi diverses que le blues, le jazz, le rock ou le folk, Jacques Stotzem a développé un style personnel, d’un grand raffinement harmonique. Sa technique est le picking, caractérisé par un jeu clair, précis et dynamique. Il joue avec des onglets sur le pouce et deux doigts de la main droite.
Il a enregistré trois disques vinyles et 18 CD et participé à de nombreux projets musicaux avec d'autres artistes.
Ses albums Catch The Spirit I et II (reprises de Jimi Hendrix, U2, Rolling Stones ; deux CD restés respectivement 41 et 23 semaines dans les pop charts belges) et ensuite To Rory (un hommage au légendaire guitariste irlandais Rory Gallagher) récoltèrent un grand succès sur la scène médiatique belge et furent salués par la presse internationale spécialisée au travers d'excellentes critiques[réf. nécessaire].
Depuis 2017 avec la sortie des trois albums “The way to go”, “Places we have been” et “Handmade”, Jacques Stotzem a signé un retour à la composition avec des ballades mélodieuses et lyriques ancrées dans ce style unique qui est indéniablement la signature musicale profonde de Jacques, son “Fingerpicking mélodique”. 
Dans cette même lignée, on découvre sur son nouveau CD “Histoires sans mots”, sorti en automne 2023, des musiques où les cordes de l’instrument prennent la place de la voix et qui donnent une fois de plus toute la place à la guitare pour raconter ces “Histoires sans mots”. Un album très lyrique qui dégage de la sérénité, peut-être parfois un peu de nostalgie, mais témoigne en tout cas d’un plaisir intarissable de simplement suivre une voie musicale entamée il y a longtemps… “Guitar is life”.

## Récompenses - Nominations
- 2018 : D6Bels Music Awards : Nomination dans la catégorie « Musicien de l’année »
- 2016 : Octaves de la musique : Octave d’Honneur
- 2016 : D6Bels Music Awards : Nomination dans la catégorie « Musicien de l’année »
- 2015 : Inauguration de la salle de spectacles « Jacques Stotzem » à Dison
- 2014 : Octaves de la Musique : Nomination dans la catégorie « Artiste de l’année »
- 2010 : Titre de Citoyen d’Honneur de la Ville de Verviers
- 2010 : Verviétois de l’année : Artiste de l’année
- 2006 : Mise à l’honneur de la Ville de Verviers
- 2006 : La firme de guitare américaine « Martin Guitar » sort un modèle signature « Jacques Stotzem »
- 1995 : Titre de Citoyen d’Honneur de la Ville de Virton

## Discographie

### Albums

#### Participations
- 2016 : Hommage à Marcel Dadi - Various Artists - CD 13 titres
- 2016 : Consortium - Sebastien Hogge
- 2006 : Sophie Galet - Cyclus
- 2005 : Miam Monster Miam - Soleil Noir
- 2003 : Miam Monster Miam - Forgotten Ladies
- 1997 : Marcel Dadi - Hommage - Various Artists - Double CD
- 1994 : CD Paysages Acoustiques - 10e édition des Stages Internationaux de Musique.
- 1978 : Various - 1001 guitares 78